# Grezzo 2
Grezzo 2 — відеогра-шутер від першої особи, розроблена італійським геймдизайнером Ніколою Піро і випущена у 2012 році. Гра є повною модифікацією відеогри Doom 1993 року, а її розробка почалася на початку 2000-х років з версії під назвою Grezzo 1, коли Нікола Піро навчався у середній школі.
Сюжет гри розповідає про пригоди фермера-язичника Піро, який, роздратований християнством, планує вбити Ісуса Христа, щоб запобігти піднесенню його релігійного феномену. Ігровий процес вимагає від гравця проходити різні рівні, перемагаючи ворогів і босів та використовуючи широкий спектр зброї. У грі з'являється багато відомих особистостей культури Італії, а також посилання на вкрай сатирично висміяні соціальні, політичні та релігійні проблеми країни.
Після виходу у 2012 році «Grezzo 2» привернула до себе значну увагу, як у країні походження, так і за її межами, через вкрай богохульний, вульгарний та жорстокий зміст.

## Геймплей
Як і в Doom, геймплей Grezzo 2 вимагає від гравця пробиратися до виходу з кожного рівня, уникаючи різних небезпек на своєму шляху. Гра містить вичерпну різноманітність зброї, багато з якої запозичено з інших модифікацій Doom: пивні пляшки, плазмові гвинтівки, пускові установки для розп'яття, а також «Lanciaratzinger» — потужна гармата, яка запускає оцифровані спрайти Папи Римського Бенедикта XVI. Grezzo 2 містить не менш вичерпну кількість NPC, взятих з різних ігор та модифікацій, таких як безневинні перехожі з Carmageddon та сектанти з Cabal з Blood. Незалежно від їхньої смертоносності, гравцеві часто доводиться вбивати велику кількість NPC, щоб просуватися вперед. Іноді гравець бореться з могутніми ворогами-«босами», які представляють видатних діячів християнства, таких як Папа Римський Іван Павло II, Ісус Христос і Бог.

## Сюжет
Головний герой «Grezzo 2» — Піро, фермер-язичник з Перуджі, Італія. Розлючений поширенням християнства, Піро розпочинає серію вбивств, і його першою мішенню стає церква, де святкували срібну річницю весілля його бабусі та дідуся. Піро влаштовує різанину на святкуванні та незабаром після цього помирає; потім він потрапляє в потойбічний світ, де його судить Бог, який зображений у вигляді запального, нецензурного чоловіка, одягненого в сектантське вбрання. Залежно від дій гравця, Піро може або битися з Богом і вбити його, або уникнути бою і втекти з потойбічного світу.

Приклад богохульства в Grezzo 2. Протягом гри гравець двічі вбиває Ісуса.

Повернувшись на Землю і вбивши незліченну кількість людей, Піро ініціює план вбити Ісуса Христа в його немовлячому віці, тим самим запобігши створенню християнства. Піро проникає в утробу Діви Марії і вбиває Ісуса, що виношувався всередині. На місці смерті Ісуса випадково з'являється яйцеклітина, яку Піро запліднює своєю спермою. З цього яйця народжується новий Піро, який графічно виривається з Діви Марії, вбиваючи її. Відроджений Піро дістає банджо і грає пісню для трьох мудреців, які стояли біля Діви Марії.

## Розвиток
Grezzo 1, та його попередник Grezzo 2, був розроблений Ніколою Піро в комп'ютерному класі на уроках релігії в старшій школі. Піро вставив образи своїх друзів у гру, яку розповсюдили по всій школі. За словами Піро, гру швидко заборонили в школі, як тільки вчителі дізналися про її зміст. Оскільки Grezzo 1 містила велику кількість жартів, які могли зрозуміти лише його однокласники. Піро вирішив не випускати гру для широкого загалу. Розробка Grezzo 2 зайняла два роки, один з яких Піро присвятив дослідженню редакторів та ресурсів, які він використав би у створенні гри. За визнанням Піро, значна частина контенту в Grezzo 2 взята з інших ігор, таких як Blood і Carmageddon. Піро часто модифікував контент відповідно до власних потреб, часто додаючи посилання на італійську поп-культуру. З цією метою в Grezzo 2 з'являється багато відомих італійських знаменитостей і політиків, як правило, в ролі антагоністів.
Розповідаючи про своє бачення Grezzo 2, Піро пояснив: «Я дійсно хотів створити гру, яка б розлютила будь-яку матір, будь-яку релігійну організацію, щось вульгарне і нечуване». В іншому інтерв'ю Піро зазначив, що Grezzo 2 відображає те, як він бачить світ: «Для мене світ такий: Папа Римський, очевидно, монстр, ворог, і все перебільшено!» Grezzo 2 працює на Skulltag, модифікованій версії рушія Doom, яка підтримує сучасні операційні системи та надає додаткові зручності для творців модів.

## Прийом і полеміка

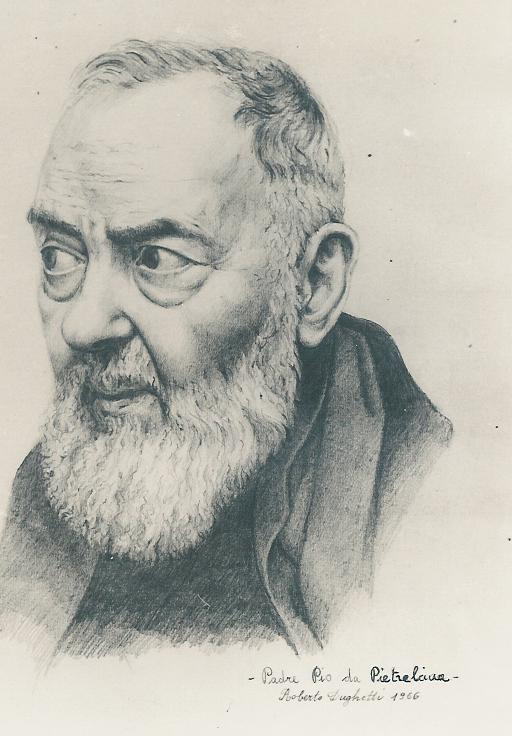
Італійський священик і святий Падре Піо з'являється в Grezzo 2 як звичайний ворог, а також одноразовий персонаж «бос» на спеціальному рівні гри.

Через графічне насильство, сексуальний контент і неповагу до релігійних діячів у Grezzo 2 гра привернула значну увагу ЗМІ. Численні журналісти охарактеризували зміст Grezzo як богохульний. Редактор Kotaku Патрісія Ернандес уїдливо описала зміст мода: «Вбивство дітей, вбивство священників, вбивство динозавра Барні, вбивство Маріо, вбивство Будди… насправді, просто вбивство вбивство вбивство; немає нічого святого». У 2015 році веб-сайт для трансляції відеоігор Twitch додав Grezzo 2 до списку заборонених ігор, заборонивши користувачам транслювати гру.
Grezzo 2 отримала почесну згадку на конкурсі Cacowards 2012, де рецензент назвав гру «найпсихотичнішою річчю, що вийшла цього року», водночас похваливши надмірно яскраву презентацію як «настільки погану, що вона приголомшлива».

## Спадщина
Після Grezzo 2 Джокі Пенозі розробив і випустив Super Botte & Bamba II Turbo, 2D файтинг, в якому грають кілька персонажів італійської треш-культури. У березні 2018 року Джокі Пенозі анонсував продовження Grezzo 2 під назвою GrezzoDue 2.

## Нотатки
1. ↑  In Italian: (Giochi Penosi - Videogiochi Balordi dal 2012,  lit. Pitiful Games - Ludicrous Videogames since 2012)